# 羅從彥
羅從彥（1072年—1135年），字仲素，世稱豫章先生。與楊時、李侗、朱熹並稱“閩學四賢”。

## 生平
北宋熙寧五年（1072年）八月十三日，羅從彥生於南劍州劍浦縣羅源里（今福建省南平市延平區水南街道羅源村）。
紹興二年（1132年）中進士，曾任博羅縣主簿四年。
羅從彥是理學大家楊時的弟子，主張窮理、無慾，行“理之所必然”，論《中庸》在盡心知性，論《大學》在知所止。政和六年（1116年）前後，朱熹的父親朱松和老師李侗皆為羅從彥的門下弟子，李侗再傳朱熹。李侗學於羅從彥，羅從彥學於楊時，楊時學於程頤，楊時與游酢以“程門立雪”而知名，是二程正統的傳人。朱熹乃集諸大儒之大成，影響有宋一代的理學發展。

## 延伸阅读
[在维基数据编辑]
 《宋史·卷428》，出自脱脱《宋史》
 在维基共享资源阅览影像